# Luis Jorge Rivera Herrera
Luis Jorge Rivera Herrera (nacido en 1972, Puerto Rico) es un activista medioambiental boricua que recibió el Premio Medioambiental Goldman en 2016 por su labor de protección de la Reserva Natural Corredor Ecológico del Noreste (CEN). 

## Primeros años de vida y estudios universitarios
Luis Jorge Rivera Herrera ha vivido toda su vida en Puerto Rico, habiendo nacido y crecido en Río Alto (barrio próximo a San Juan). Su determinación a contribuir activamente en la protección del medio ambiente se remonta a sus primeros años de vida, cuando con tan solo ocho años de edad presenció como las excavadoras destruían la granja que había pertenecido a su familia desde hacía cuatro generaciones, pues el terreno había sido expropiado por el Gobierno de Puerto Rico con la intención de construir una depuradora, la Planta Regional de Tratamiento de Aguas Sanitarias de Carolina.
En sus propias palabras, “tomé la decisión de que cuando fuera grande iba a estudiar y a trabajar en algo relacionado a la protección del medio ambiente”, por lo que estudió mantenimiento ambiental en la Universidad de Puerto Rico, Recinto de Río Piedras (UPRRP) y posteriormente cursó el máster de planificación ambiental en la Escuela de Planificación.

## Activismo ambiental
Desde su temprana concienciación aun siendo niño, Luis Jorge Rivera Herrera ha estado implicado en la lucha medioambiental. En la universidad, organizaba visitas a la Reserva Natural de Las Cabezas de San Juan. Después de graduarse, trabajó en San Juan para la Agencia de Protección Ambiental de los EE. UU. Posteriormente, cofundó una organización llamada Iniciativa para un Desarrollo Sustentable. A partir de 1999 hasta la actualidad, ha llevado a cabo su contribución más mediática y significativa como activista, jugando un papel clave en el liderazgo de la campaña para la conservación del Corredor Ecológico del Noreste (CEN).

### Protección del Corredor Ecológico del Noreste

#### Importancia ecológica del Corredor
El Corredor es una zona de reconocido valor ecológico que a su vez constituye la franja costera del Bosque Nacional de El Yunque, en la costa norte de Puerto Rico. En ese delicado ecosistema de áreas húmedas y pantanosas, se encuentran más de 50 especies raras, amenazadas o en peligro de extinción, muchas de ellas endémicas.
De especial relevancia resulta la tortuga tinglar (en peligro de extinción), que encuentra en el Corredor su zona de anidaje. En palabras del especialista Ariel Lugo, científico director del Instituto Internacional de Bosques Tropicales, “Los puertorriqueños empiezan a entender. Antes nos las comíamos, ahora las protegemos porque representan a un tipo de biodiversidad que no te pertenece a ti, le pertenece al mundo”.

#### Desarrollo y logros de la campaña
A pesar de que el Corredor Ecológico del Noreste (CEN) había sido propuesto como reserva natural por los gobiernos locales y federales desde 1978, y desde entonces el Departamento de Recursos Naturales y Ambientales (DRNA) de Puerto Rico ha reconocido la importancia ecológica del Corredor, en 1996 se aprobó el Plan de Turismo de la Costa Noreste de Desarrollo Conceptual, dividiendo en zonas el área para permitir grandes desarrollos residenciales y turísticos y campos de golf.
No fue hasta 1999 que Luis Jorge Rivera Herrera tuvo conocimiento de los dos megaresorts proyectados en la zona, el Dos Mares y el San Miguel Four Seasons, constituidos por más de 3000 unidades residenciales y turísticas con 3 campos de golf. El desarrollo de estos proyectos hubiera implicado la destrucción irreparable de la biodiversidad de la zona, además de empeorar significativamente la grave situación de falta de agua. A todo ello, como consecuencia de la privatización de terrenos públicos, hubiera limitado el acceso público a las playas.
Desde entonces Luis Jorge Rivera Herrera se implicó activamente en la lucha para la protección del Corredor. Cuando se dio cuenta de que el gobierno no modificaría su postura a pesar del conocimiento de los datos científicos de la importancia medioambiental del Corredor, organizó una campaña que combinaba la estrategia legal y la búsqueda del apoyo de la ciudadanía mediante la mediatización del tema. En este último punto, es relevante la celebración anual del Festival del Tinglar, gracias al que se ha despertado el interés de mucha gente hasta entonces desinformada. Se trataba de introducir el tema en el debate público, movilizando la opinión pública en apoyo de la causa, para ejercer presión política.
En realidad, no fue hasta el año 2005 que la campaña cobró un verdadero impulso. Entonces se estableció un capítulo del Sierra Club en Puerto Rico y se reforzó la colaboración con otros grupos locales, como asociaciones de pescadores y organizaciones ambientales. El Sierra Club contribuyó enormemente a la capacidad organizativa y al diseño estratégico de la campaña. Además, en 2004 se forjó la Coalición pro Corredor Ecológico del Noreste, cuyos principales objetivos eran la designación del CEN como reserva natural y el impulso del ecoturismo o turismo de naturaleza.
Por ello, se presentó un proyecto de ley para que todo el Corredor se declarara reserva natural. Este proyecto de ley fue bloqueado por algunos senadores, siendo uno de ellos posteriormente acusado de corrupción y soborno, escándalo que revertiría en un clamor popular de apoyo a la Coalición pro CEN.  Finalmente en abril de 2008, el gobernador Aníbal Acevedo Vilá aprobó un decreto que declaraba el Corredor reserva natural. Sin embargo, en noviembre del mismo año se celebraron elecciones y el gobernador electo fue Luis Fortuño (el único candidato que no había firmado un compromiso respecto a la protección de la reserva). Además, los desarrolladores de los megaresorts habían colaborado significativamente en la campaña y en su programa electoral figuraba la reactivación de la economía mediante la creación de empleos en la construcción. En consecuencia, en octubre de 2009, el gobernador Fortuño revirtió el decreto. A pesar de ello, posteriormente se presentó nuevamente un proyecto de ley que Fortuño se vio forzado a aceptar a causa del gran apoyo popular en un contexto preelectoral. Finalmente, en 2013, el nuevo gobernador electo Alejandro García Padilla expandió el área de la reserva natural con la inclusión de terrenos privados.

## Premio Medioambiental Goldman
Luis Jorge Rivera Herrera fue galardonado en 2016 con el Premio Medioambiental Goldman en la categoría “islas y naciones isleñas” en tanto que “ayudó a liderar una exitosa campaña para el establecimiento de una reserva natural en el Corredor Ecológico de Puerto Rico, una zona de anidaje para el tinglar (tortuga baula) que está en peligro de extinción, y para la protección del patrimonio natural de la isla contra los proyectos dañinos de desarrollo”.
Recibe el premio, también conocido como premio Nobel Verde, tras casi 20 años de lucha. Así como declara el activista, “este reconocimiento valida el esfuerzo de muchísimas personas”, en referencia no tan solo a la Coalición pro CEN y al Sierra Club, sino también a la ayuda recibida de la Clínica de Asistencia Legal de la Escuela de Derecho de la UPRRP, la Facultad de Ciencias Naturales, la Escuela de Arquitectura de la UPR, la Universidad Interamericana y la Universidad Metropolitana de Puerto Rico.  Además, el activista puntualiza que “la ciencia nos dio la base, el derecho forzó la intervención en otras esferas del gobierno, pero fue realmente la participación ciudadana la que hizo que esas dos herramientas cobraran fuerza”.
Respecto a la administración monetaria del premio, $175 mil serán destinados a apoyar a los proyectos del CEN y a organizaciones ambientales en Puerto Rico. A todo ello, Rivera Herrera está preparando una campaña de recaudación de fondos para colaborar en la compra del gobierno de los terrenos privados restantes en el Corredor. Al mismo tiempo, se pretende estimular la participación ciudadana para que se desarrolle el ecoturismo en la zona, pues esto contribuiría a la financiación de las iniciativas de protección de la biodiversidad y naturaleza a la vez que revitalizaría la economía local.
Rivera Herrera es el tercer puertorriqueño premiado, siendo sus antecesores Alexis Massoi, por su lucha en el Bosque del Pueblo en Adjuntas, y Rosa Hilda Ramos, activista en la conservación del humedal Las Cucharillas en Cataño.